# Сандстон (тауншип, Миннесота)
Сандстон (англ. Sandstone) — тауншип в округе Пайн, Миннесота, США. На 2000 год его население составило 1614 человек.

## География
По данным Бюро переписи населения США площадь тауншипа составляет 157,6 км², из которых 157,2 км² занимает суша, а 0,4 км² — вода (0,26 %).

## Демография
По данным переписи населения 2000 года здесь находились 1614 человек, 278 домохозяйств и 211 семей.  Плотность населения —  10,3 чел./км².  На территории тауншипа расположено 358 построек со средней плотностью 2,3 построек на один квадратный километр. Расовый состав населения: 75,71 % белых, 13,69 % афроамериканцев, 8,12 % коренных американцев, 0,87  азиатов, 0,06 % c Тихоокеанских островов, 0,31 % — других рас США и 1,24 % приходится на две или более других рас. Испанцы или латиноамериканцы любой расы составляли 14, % от популяции тауншипа.
Из 278 домохозяйств в 35,6 % воспитывались дети до 18 лет, в 68,7 % проживали супружеские пары, в 4,7 % проживали незамужние женщины и в 24,1 % домохозяйств проживали несемейные люди. 21,6 % домохозяйств состояли из одного человека, при том 8,6 % из — одиноких пожилых людей старше 65 лет. Средний размер домохозяйства — 2,76, а семьи — 3,21 человека.
14,1 % населения — младше 18 лет, 9,3 % — в возрасте от 18 до 24 лет, 49,2 % — от 25 до 44, 21,9 % — от 45 до 64, и 5,5 % — старше 65 лет. Средний возраст — 36 лет. На каждые 100 женщин приходилось 341,0 мужчин.  На каждые 100 женщин старше 18 приходилось 427,0 мужчин.
Средний годовой доход домохозяйства составлял 45 250 долларов, а средний годовой доход семьи —  53 438 долларов. Средний доход мужчин —  29 401  доллар, в то время как у женщин — 24 583. Доход на душу населения составил 18 193 доллара. За чертой бедности находились 3,5 % семей и 7,7 % всего населения тауншипа, из которых 9,0 % младше 18 и 10,7 % старше 65 лет.